# Letimwu
Letimwu (gr. Λετύμβου) – wieś w Republice Cypryjskiej, w dystrykcie Pafos. W 2011 roku liczyła 249 mieszkańców.